# Zoologischer Garten Alipur
Koordinaten: 22° 32′ 10″ N, 88° 19′ 55″ O

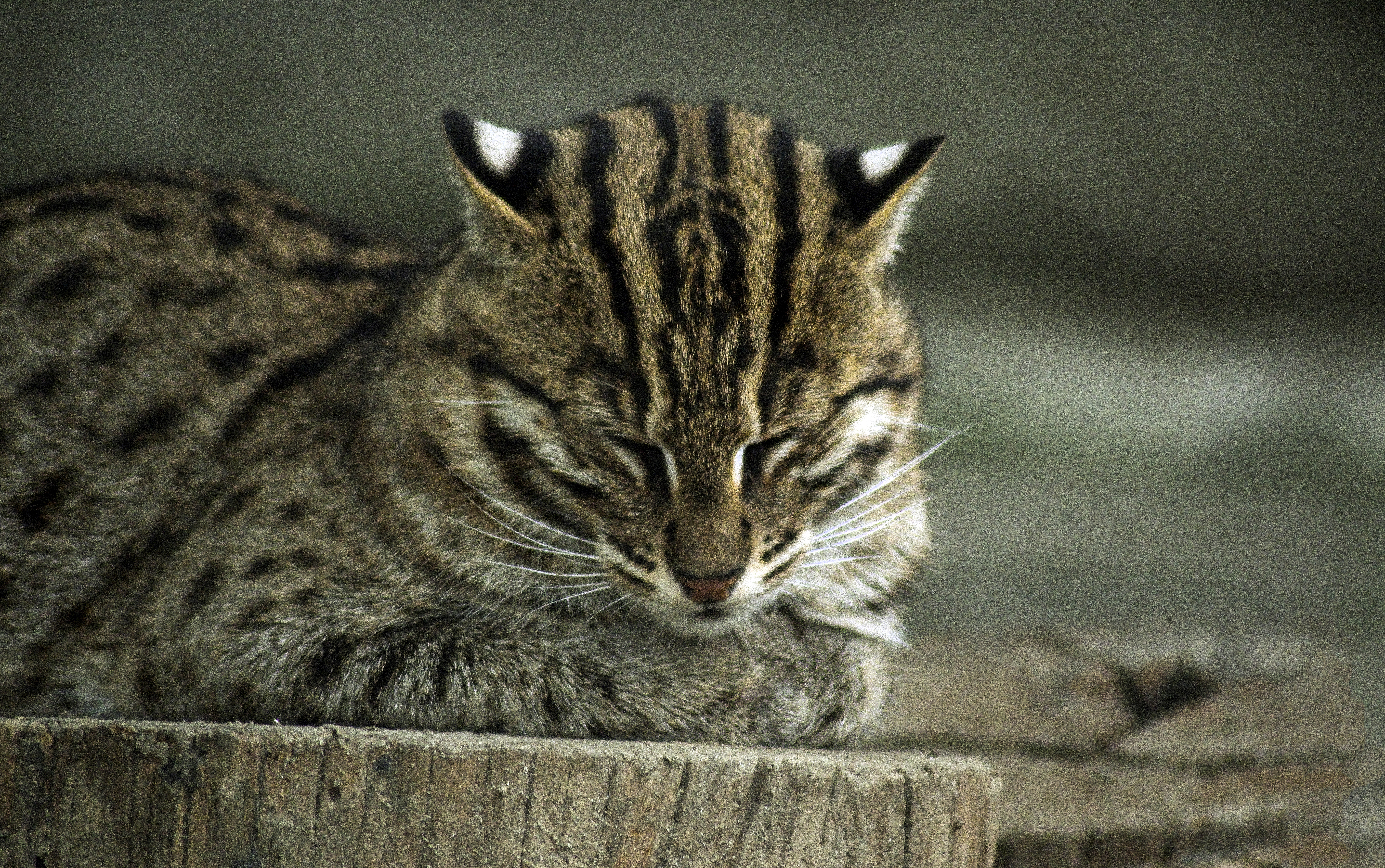
Fischkatze (Prionailurus viverrinus) 2015, das Staatstier von Westbengalen

Der Zoologische Garten Alipur, auch als Zoological Garden, Alipore, Kalkutta Zoo  oder Kolkata Zoo bezeichnet, ist ein Zoo in Alipur, einem Vorort von Kalkutta im indischen Bundesstaat Westbengalen. Im Geschäftsjahr 2019/2020 wurde er von nahezu drei Millionen Gästen besucht.

## Geschichte
Der Zoo wurde am 24. September 1875 gegründet und ist damit Indiens ältester Zoo. Im Laufe der Zeit durchlief er mehrere Phasen. Zunächst spendeten Bürger Tiere aus ihren Privatsammlungen und unterstützten den Zoo auch finanziell großzügig. Bereits zur Eröffnung erhielt der Zoo ein Aldabra-Riesenschildkrötenmännchen (Aldabrachelys gigantea) (später Adwaita genannt), das große Berühmtheit erlangte, da es bei seinem Tod im Jahr 2006 mit einem Alter von 256 Jahren als ältestes in Gefangenschaft lebendes Tier galt. Ein bemerkenswertes Ereignis war 1889 die Geburt eines seltenen Sumatranashorns (Dicerorhinus sumatrensis). Im 19. Jahrhundert leistete der Zoo Pionierarbeit für andere Zoos. Anfang des 20. Jahrhunderts wurde das erste Handbuch für die Haltung von Tieren in Gefangenschaft veröffentlicht. Nach und nach wurden verschiedene Tierhäuser gebaut. Diese entsprachen bald nicht mehr den veränderten Standards der Tierhaltung und es wurde viel Kritik geäußert. Seit 2009 ist der Zoo bestrebt, die Anzahl der Tiere zu vermindern und die Anlagen großzügig und artgerecht umzugestalten. Mehrere alte Tierhäuser wurden gänzlich abgerissen.

## Tierbestand
Im Zoologischen Garten Alipur werden Säugetiere, Reptilien und Vögel gezeigt. Als einer der ersten Zoos weltweit begann der Zoo mit der Zucht weißer Königstiger (Panthera tigris tigris). Weitere Schwerpunkte bei Zuchtprogrammen betreffen in erster Linie Hirscharten (Cervidae). Mit dem, dem Zoo gegenüberliegenden Kalkutta Aquarium besteht eine enge Partnerschaft. Nachfolgende Bilder zeigen einige ausgewählte Tierarten aus dem Bestand des Zoologischen Gartens Alipur der Jahre 2011 bis 2017.

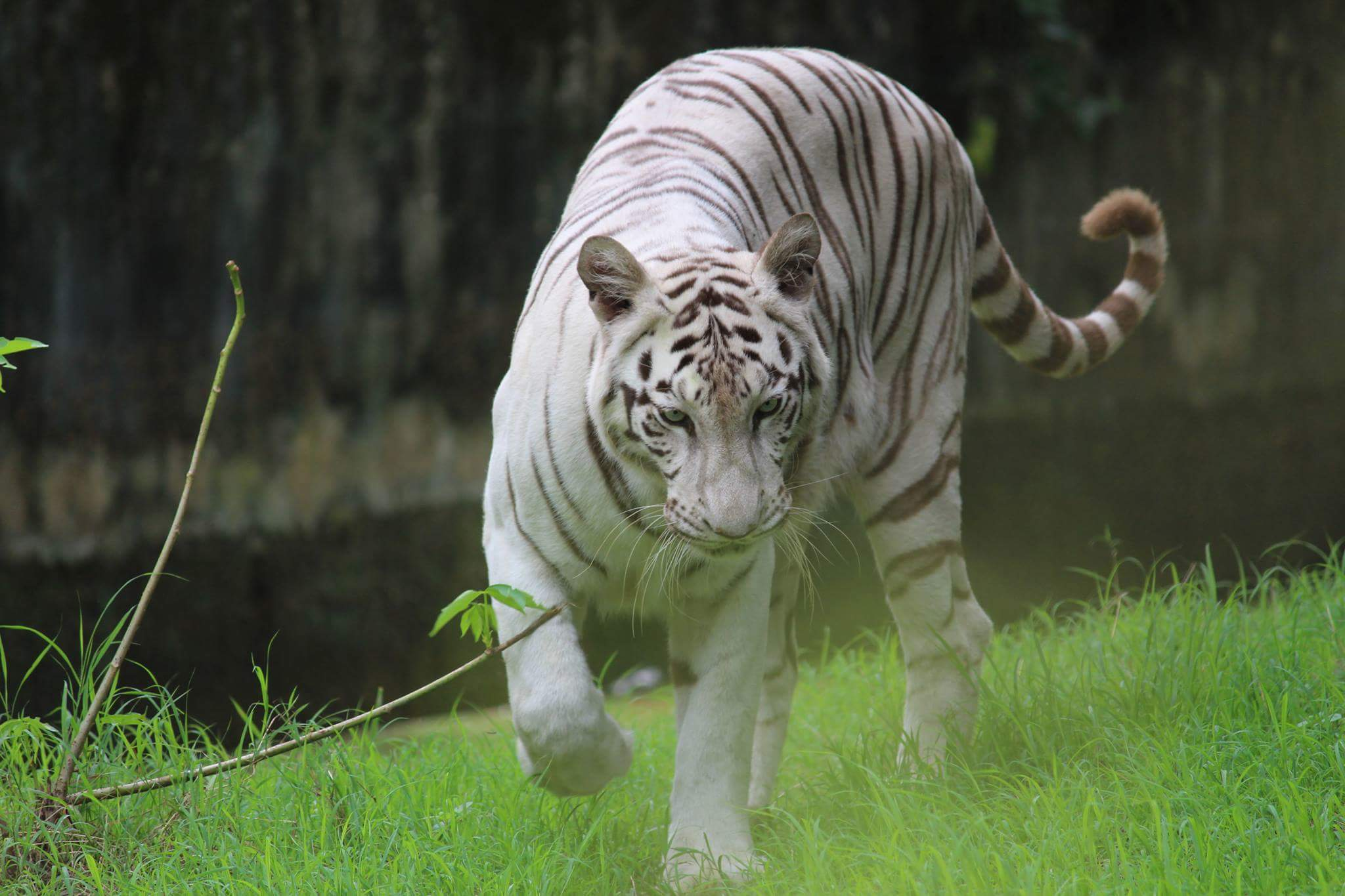
Weißer Königstiger (Panthera tigris tigris)
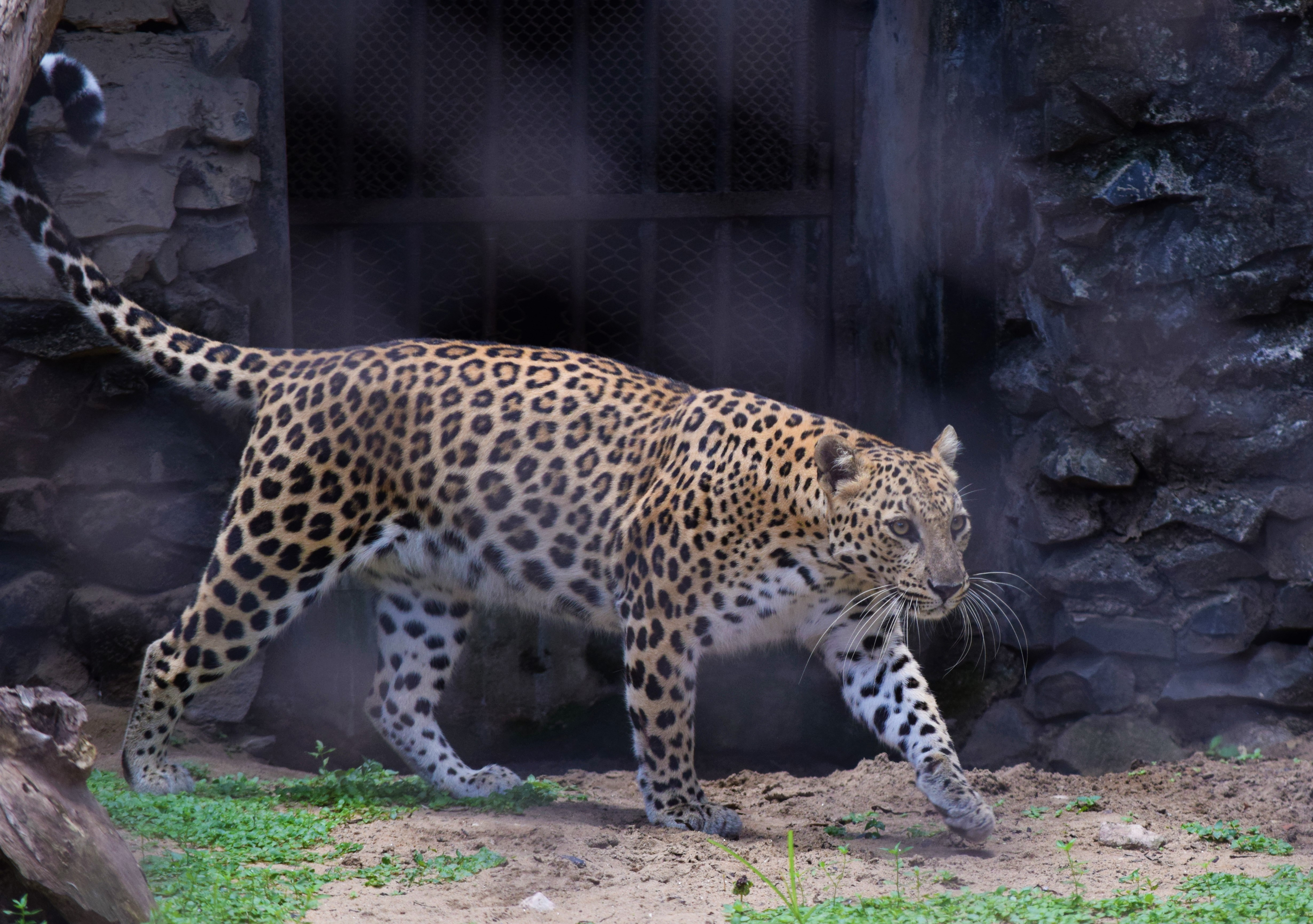
Indischer Leopard (Panthera pardus fusca)
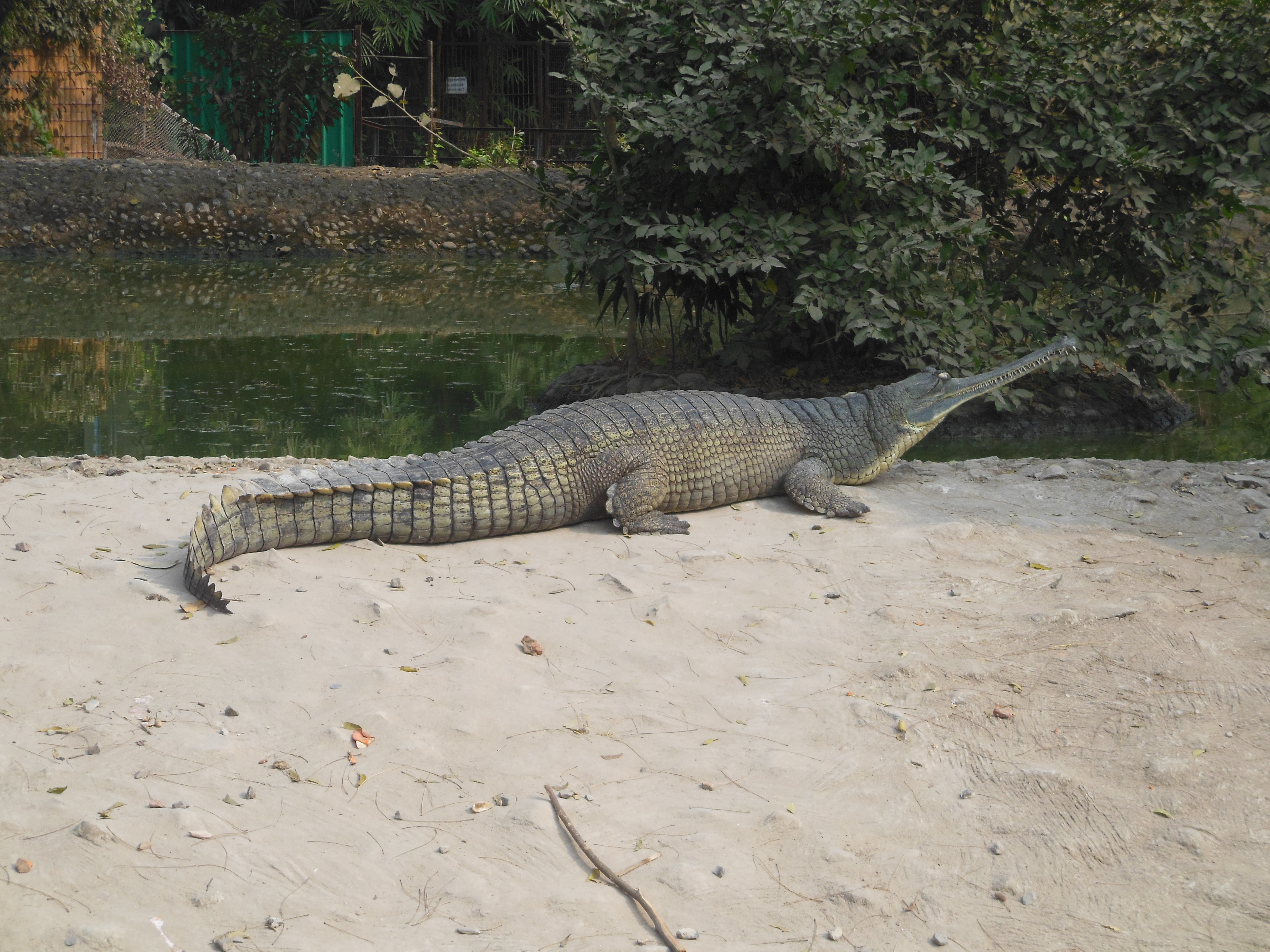
Gangesgavial (Gavialis gangeticus)
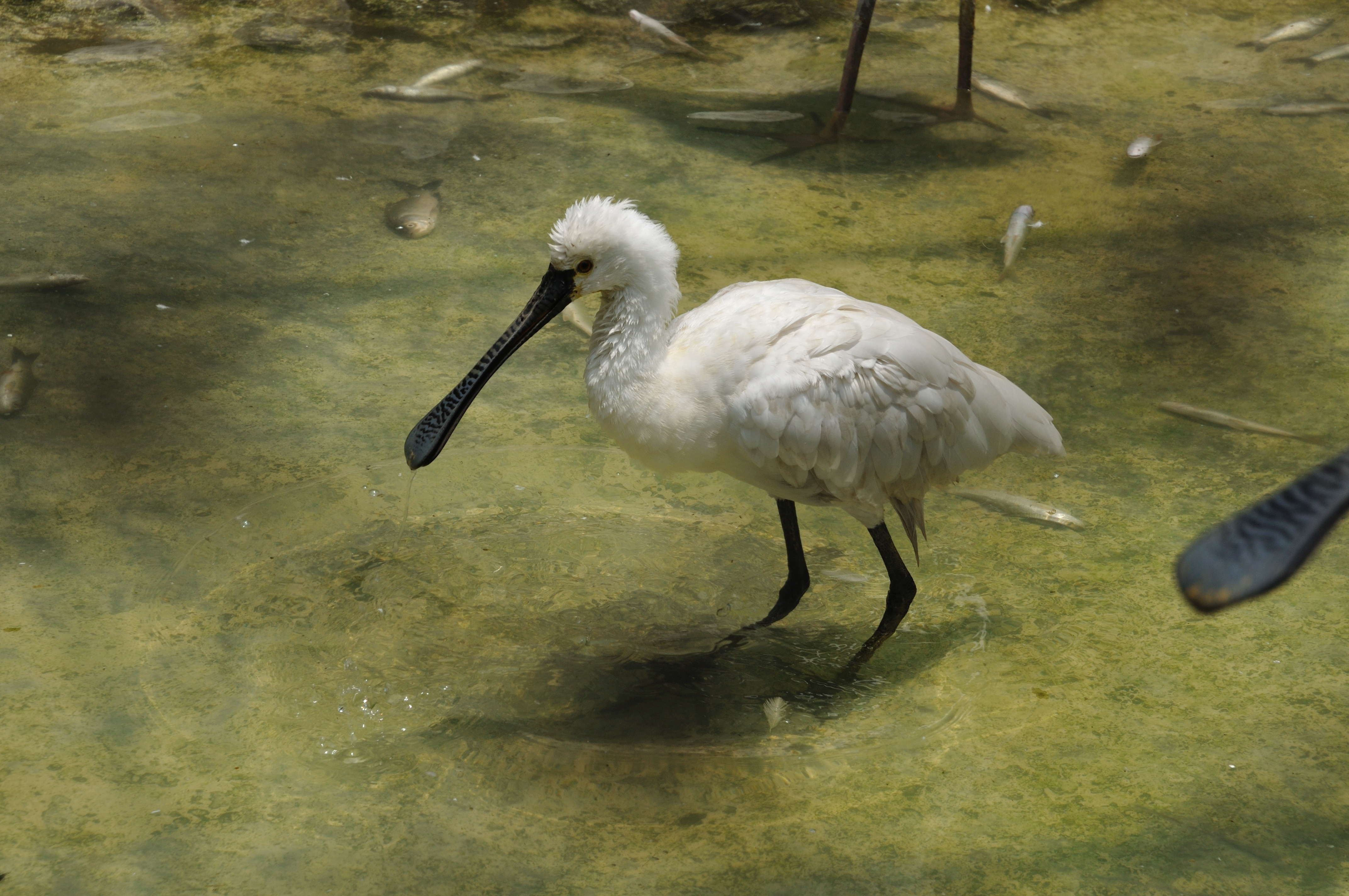
Löffler (Platalea leucorodia)
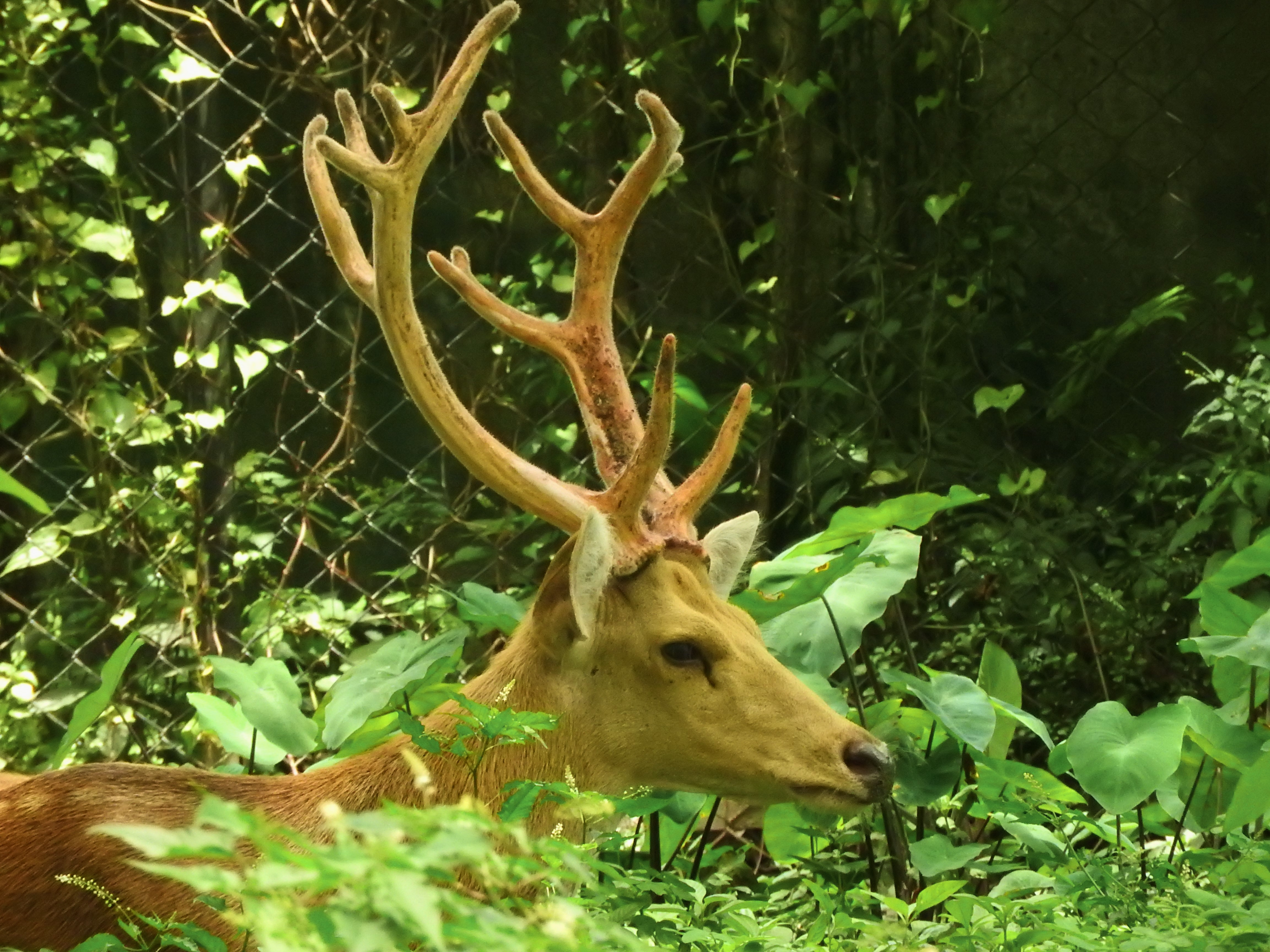
Tiefland-Barasingha (Rucervus duvaucelii)
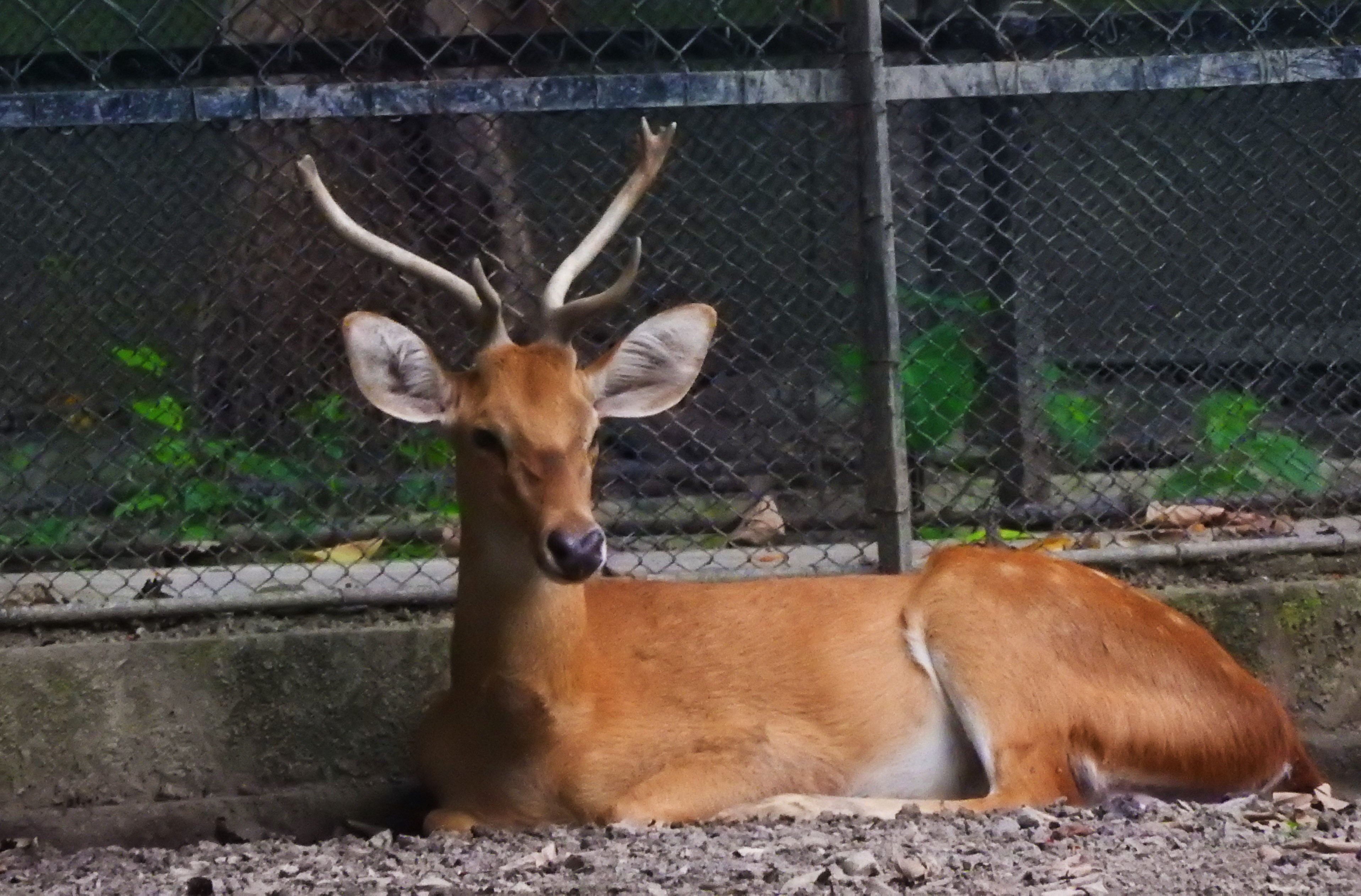
Manipur-Leierhirsch (Panolia eldii)
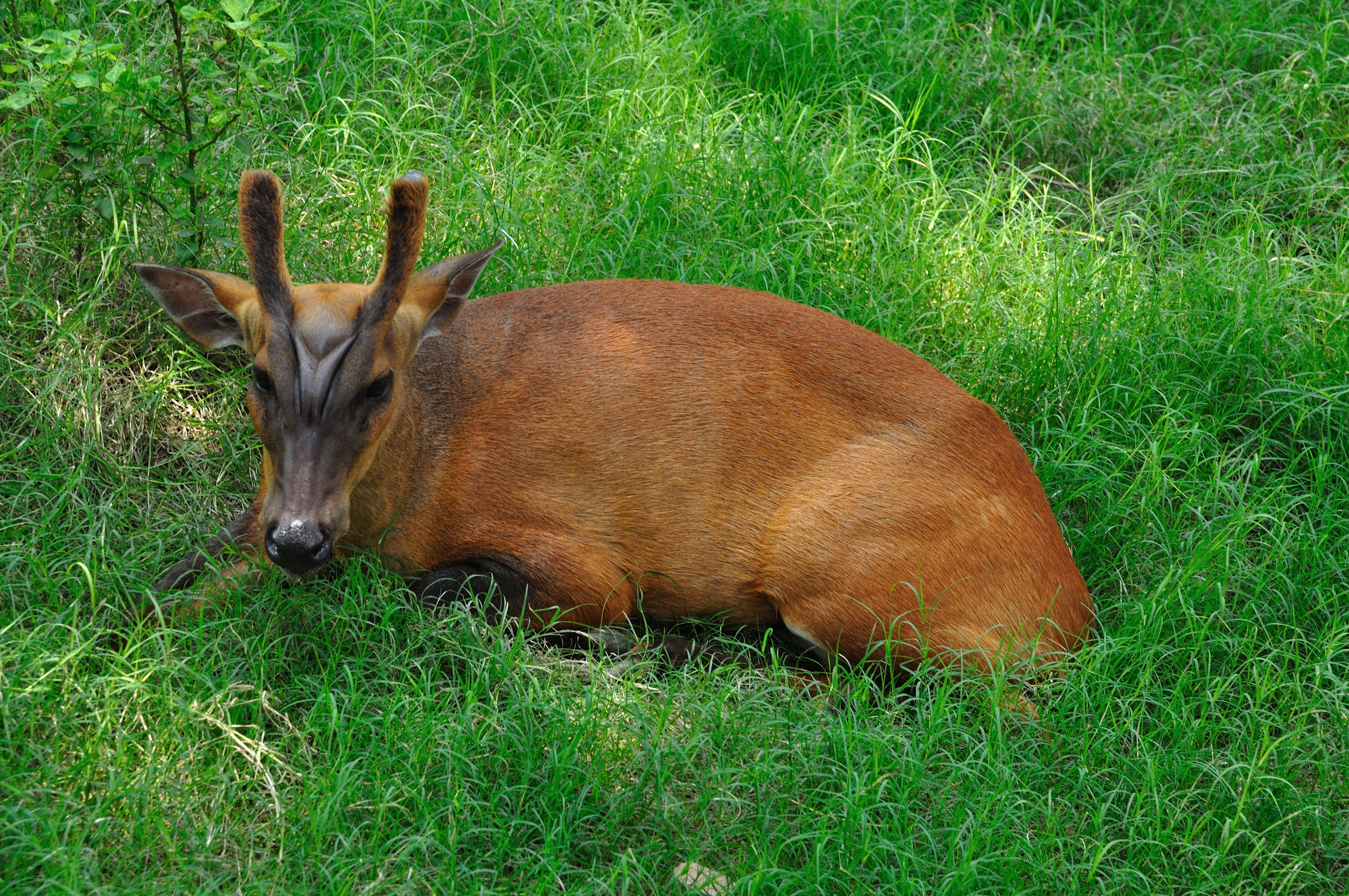
Indischer Muntjak (Muntiacus muntjak)
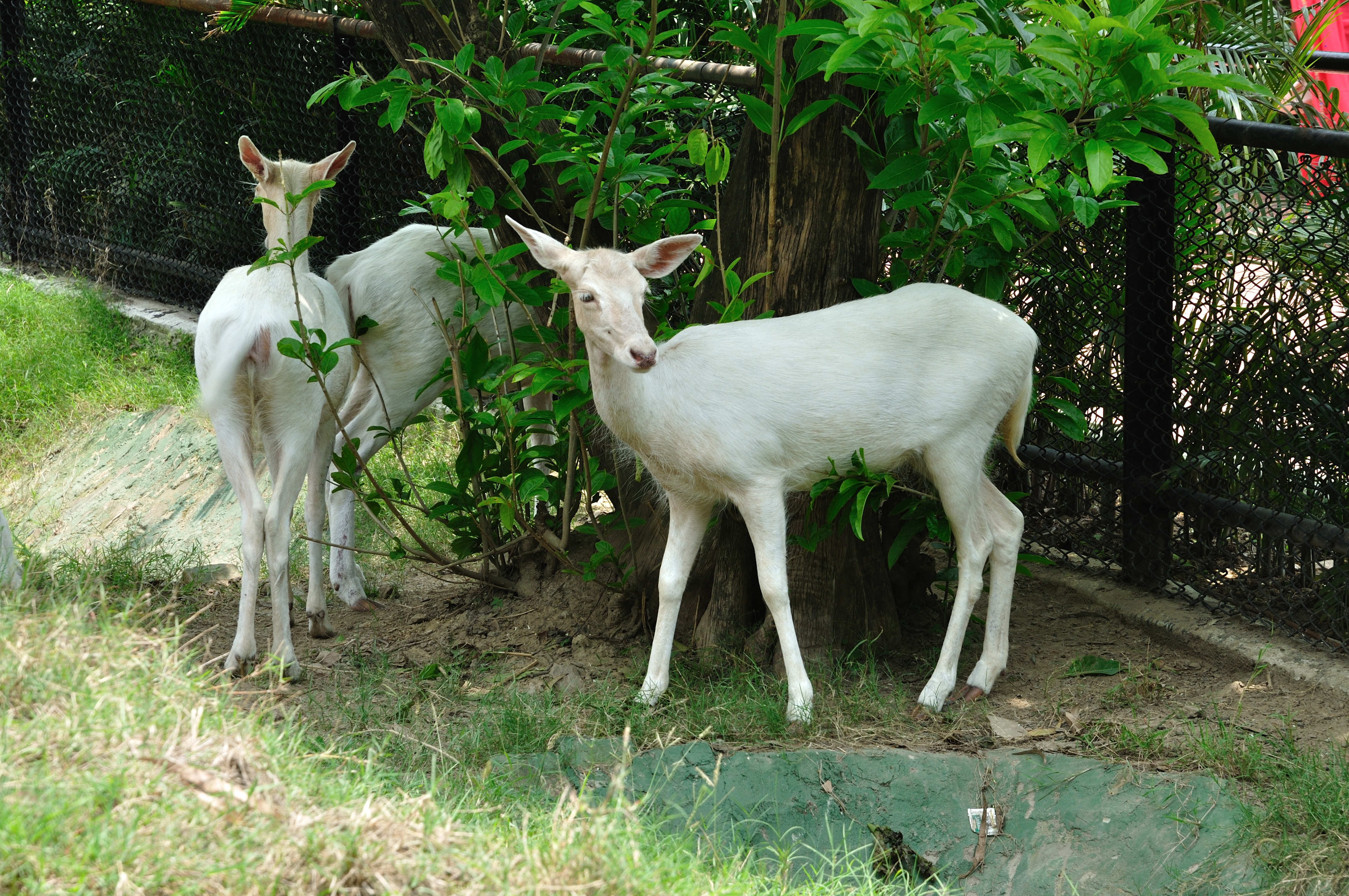
Weißes Damwild (Dama dama)

## Großkatzenhybride
In den 1970er und 1980er Jahren wurden im Zoologischen Garten Alipur Programme, um Großkatzenhybride zu generieren erfolgreich durchgeführt. Diese Programme wurden eingestellt, nachdem die indische Regierung auf Anraten des World Wildlife Fund solche artfremden Praktiken verbot.